# Iraq to Kuwait
Albums de Capone-N-Noreaga
The Best of Capone-N-Noreaga: Thugged da F*@
(2004) Channel 10
(2009)
Iraq to Kuwait est une compilation de Capone-N-Noreaga, sortie le 25 juillet 2008.

## Liste des titres
| No  | Titre                                                   | Durée |
| --- | ------------------------------------------------------- | ----- |
| 1.  | Calm Down (featuring Nas)                               | 4:18  |
| 2.  | Married to Marijuana                                    | 3:05  |
| 3.  | Parole Violators Pt. 2 (featuring Havoc)                | 3:19  |
| 4.  | Half a Mil (featuring Tragedy Khadafi)                  | 3:15  |
| 5.  | It's Alright                                            | 1:36  |
| 6.  | Queen Represent (featuring Royal Flush et E Money Bags) | 3:00  |
| 7.  | Norematti                                               | 3:08  |
| 8.  | Hey Ya'll                                               | 2:36  |
| 9.  | Cheers                                                  | 1:47  |
| 10. | My Life (featuring Kool G Rap)                          | 3:08  |
| 11. | Queens Finest (featuring Mobb Deep)                     | 4:05  |
| 12. | Bleeding From the Mouth (featuring The Lox)             | 2:51  |
| 13. | B EZ (featuring Nas)                                    | 3:03  |
| 14. | Ooh (Remix) (featuring Mary J. Blige)                   | 2:50  |
| 15. | Back When                                               | 3:25  |
| 16. | Cold Blooded Killa (featuring Nature)                   | 1:00  |